# Leszczydół Stary (gromada)
Leszczydół Stary (pod koniec Stary Leszczydół) – dawna gromada, czyli najmniejsza jednostka podziału terytorialnego Polskiej Rzeczypospolitej Ludowej w latach 1954–1972.
Gromady, z gromadzkimi radami narodowymi (GRN) jako organami władzy najniższego stopnia na wsi, funkcjonowały od reformy reorganizującej administrację wiejską przeprowadzonej jesienią 1954 do momentu ich zniesienia z dniem 1 stycznia 1973, tym samym wypierając organizację gminną w latach 1954–1972.
Gromadę Leszczydół Stary z siedzibą GRN w Leszczydole Starym utworzono – jako jedną z 8759 gromad na obszarze Polski – w powiecie pułtuskim w woj. warszawskim, na mocy uchwały nr VI/10/17/54 WRN w Warszawie z dnia 5 października 1954. W skład jednostki weszły obszary dotychczasowych gromad Leszczydół Stary, Leszczydół-Podwielątki i Leszczydół-Pustki ze zniesionej gminy Wyszków oraz obszar dotychczasowej gromady Łosinno ze zniesionej gminy Somianka w tymże powiecie. Dla gromady ustalono 18 członków gromadzkiej rady narodowej.
1 stycznia 1956 gromada weszła w skład nowo utworzonego powiatu wyszkowskiego w tymże województwie.
31 grudnia 1961 do gromady Leszczydół Stary włączono wsie Leszczydół-Nowiny i Ochudno ze zniesionej gromady Ochudno w tymże powiecie.
W latach 1970. jednostka funkcjonowała pod nazwą gromada Stary Leszczydół.
Gromada przetrwała do końca 1972 roku, czyli do kolejnej reformy gminnej.